# 1937 Ford
Лінійка автомобілів Ford була оновлена в 1937 році з однією значною зміною — введенням початкового рівня  136 136 дюйм3 (2,23 л) V8 на додаток до популярного 221 дюйм3 (3,62 л) плоска головка (Flathead) V8 . 
Модель була оновленою попередницею, Model 48 (сама заснована на Model 40A ), і була основним продуктом компанії. У 1941 році він був більш ретельно перероблений. На початку виробництва він коштував 850 доларів США ( $17,303 на 2022). Лінійка Ford мала кілька номерів моделей протягом цього періоду, кожен з яких пов’язувався з відповідним номером HP. У 1937 році 85 Автомобілі HP були відомі як Model 78, а автомобілі 60 HP були відомі як Model 74 . Це змінилося на моделі 81A та 82A відповідно у 1938 році та моделі 91A та 92A у 1939 році.

## 1937

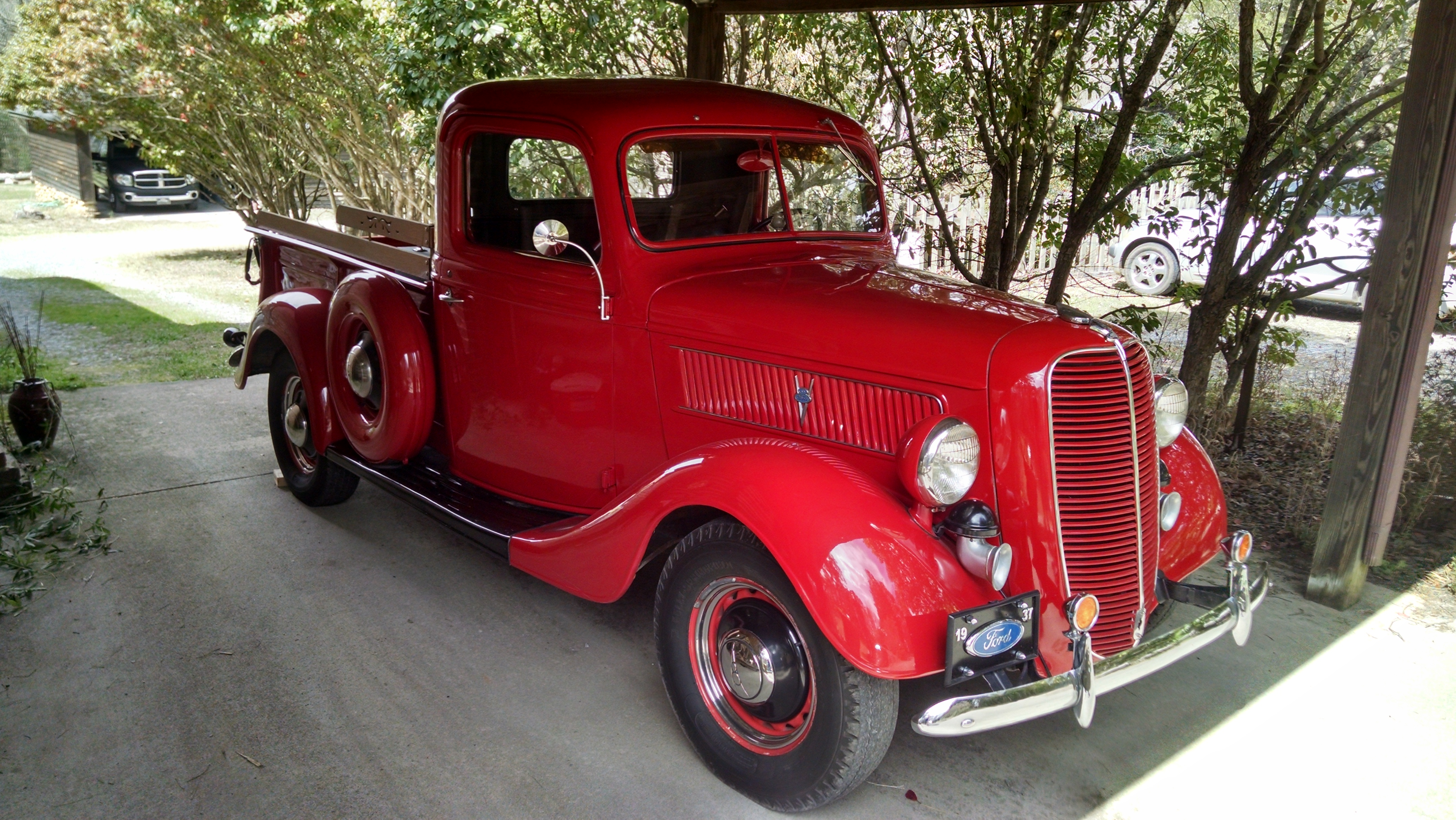
Пікап Ford 1937 року з двигуном V8.

Автомобіль Ford 1937 року відзначався більш округлим дизайном, де в опуклій передній частині та біля капота присутні були тонкі горизонтальні смуги. Передня решітка мала форму "V", відмінну від крилоподібної решітки моделі 1936 року. Фари, розміщені на передніх крилах, були оформлені, що було помітним покращенням як для версій Standard, так і для DeLuxe. Також була впроваджена повністю сталева верхня частина салону.
Версію Standard можна було відрізнити за решіткою радіатора та рамою лобового скла в колір кузова, тоді як DeLuxe вирізнявся декоративними віконними молдингами з горіхового дерева, яскравим зовнішнім декором та оздобленням під дерево у внутрішній частині вікон. Охолодження забезпечувався водяним насосом більшого розміру.  Седани «Slantback» отримали задні двері багажника, хоча простір був обмежений, а версії «Trunkback» продовжували набирати продажі. Універсал розрахований на вісім пасажирів. У серії DeLuxe невеликою партією пропонувався 4-дверний «седан-кабріолет» з відкидними вікнами.  Також були використані нові сидіння.

## 1938
Вплив рецесії 1938 року суттєво вразив продажі автомобілів, і це стало причиною того, що Ford продовжив виробництво моделей 1937 року, включаючи більшість панелей кузова. Моделі DeLuxe 1938 року виділялися новою решіткою радіатора у формі серця, тоді як стандартні моделі зберігали зовнішній вигляд з 1937 року. Дизайн седана Slantback, який зник, був остаточно відмінений.
Рецесійні труднощі і стратегічні рішення компанії вплинули на автомобільний ринок того часу, змушуючи Ford зберігати попередні моделі та внести зміни в деякі елементи, такі як нова решітка для DeLuxe. Пропонувався лише V8, або 60 к. с. (45 кВт; 61 PS) V8 або 85 к. с. (63 кВт; 86 PS) V8.  Була використана нова приладова панель із заглибленими елементами керування для безпеки. 
Авто 1938 року були нарешті оновлені, продовживши зовнішній вигляд 1935 року. Зміни включали вертикальну овальну решітку радіатора та значні крила та бампери.

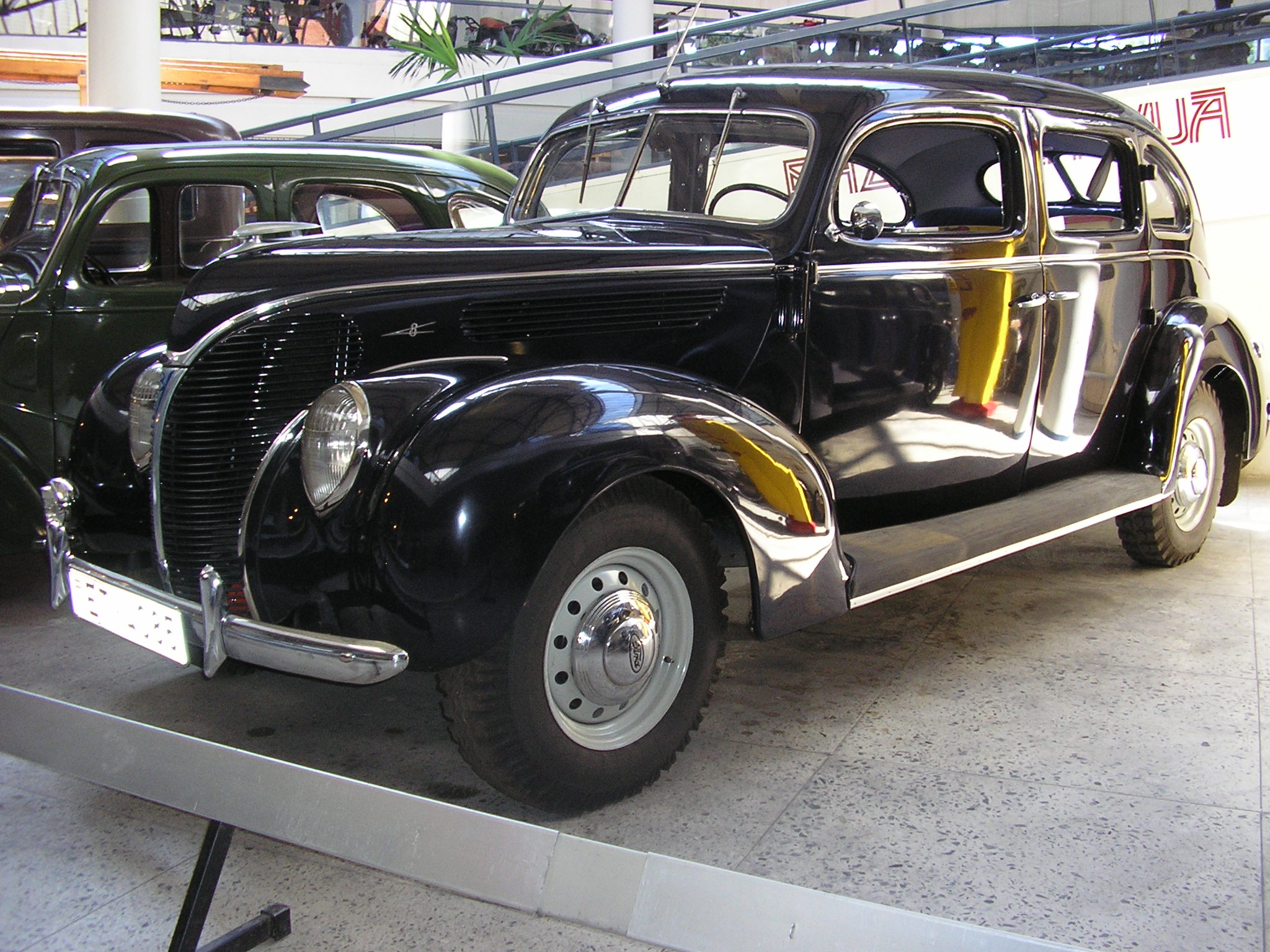
Ford Deluxe Fordor седан 1938 року латвійської збірки
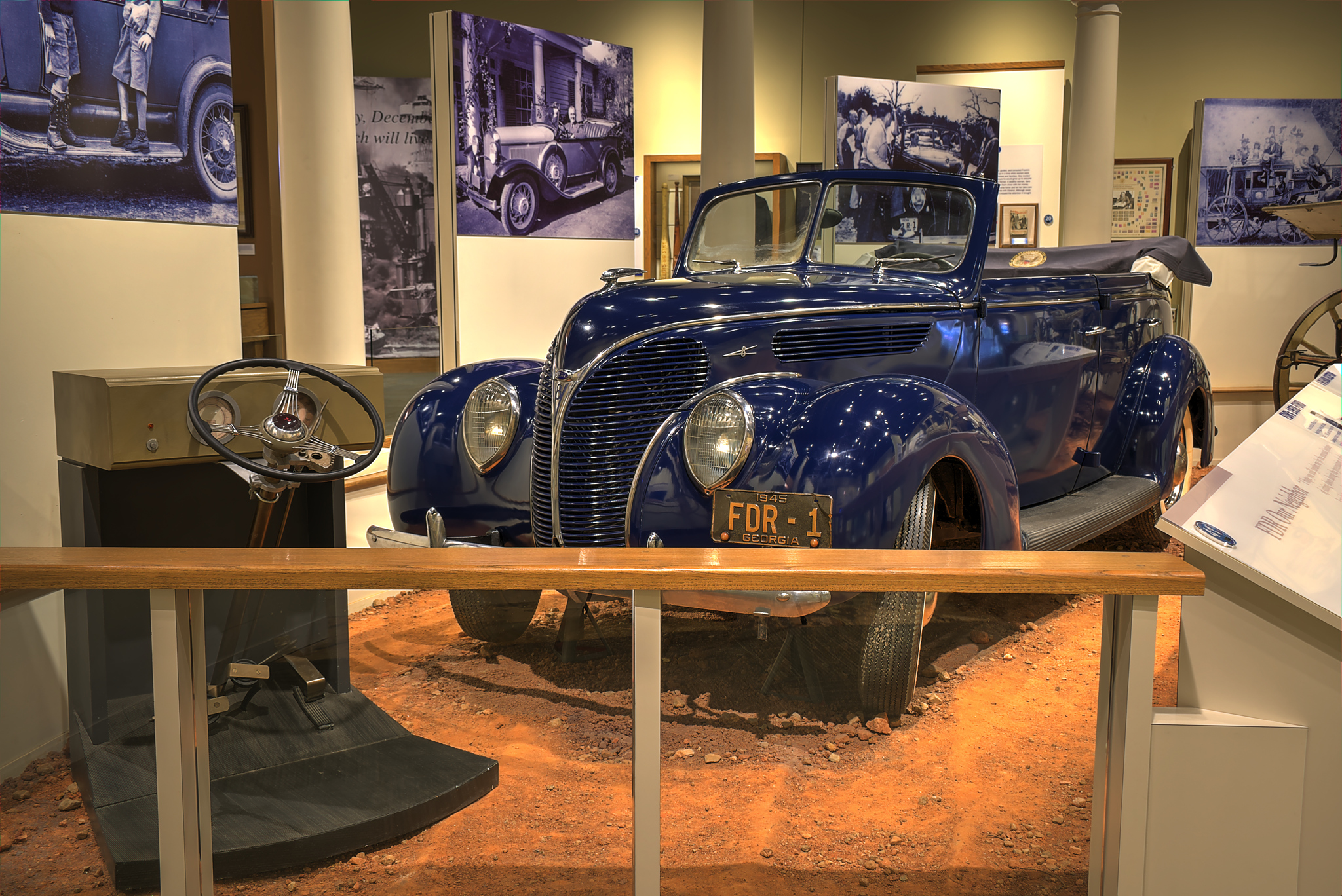
Ford 1938 року на виставці вМалому Білому домі

## 1939

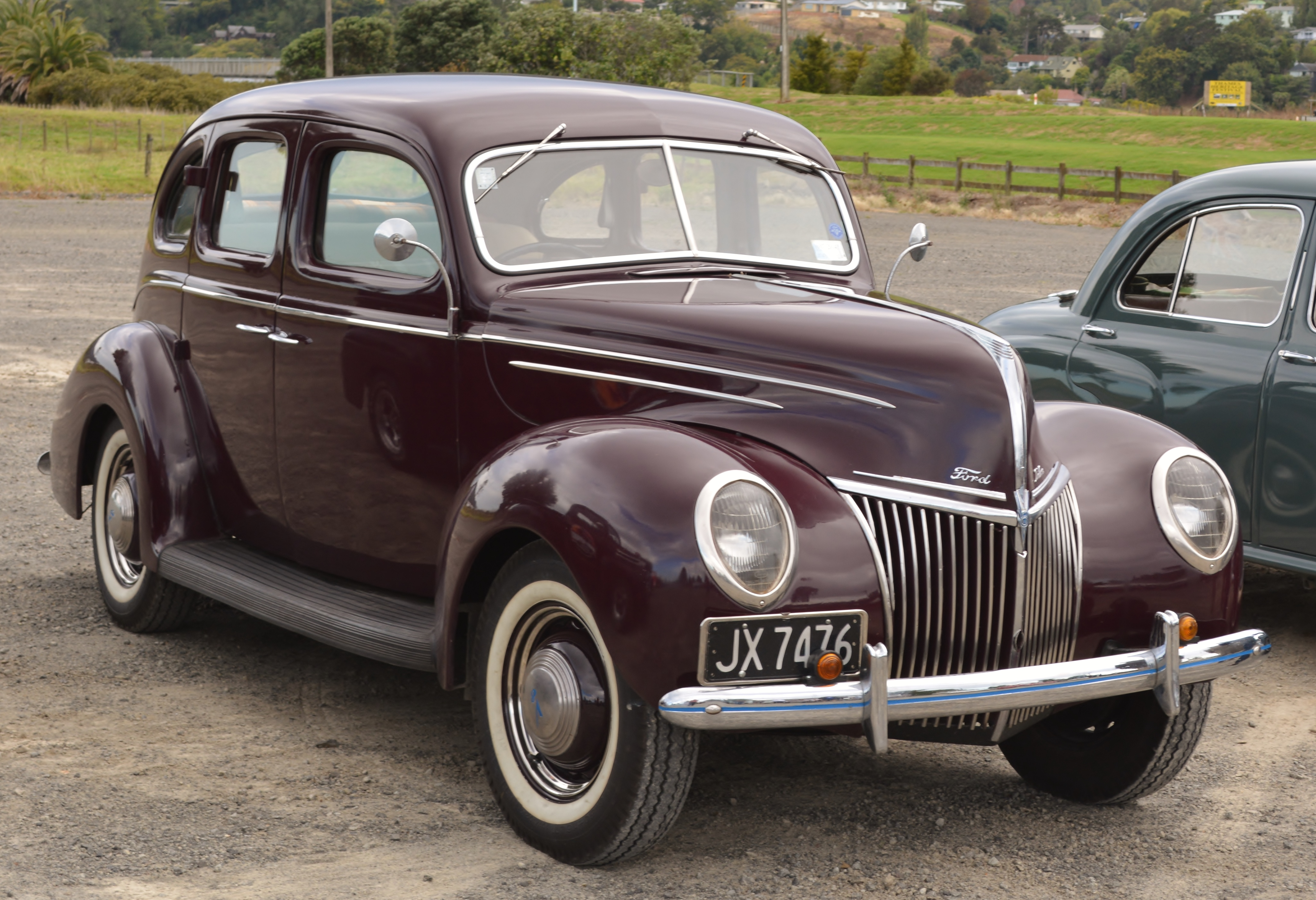
1939 Ford V8 De Luxe Fordor Sedan

Зовнішній вигляд Ford був знову модернізований у 1939 році — Deluxe використовував низьку загострену решітку з важчими вертикальними планками, тоді як стандартний Ford мав вищу решітку з горизонтальними роздільниками. Фари (зразок, зображений на малюнку, було перетворено на герметичні фари Ford 40-го року випуску — лампи з лампочками та рефлекторами 39-го, минулого року для них) були розсунуті далі одна від одної, сидячи майже перед колесами. Бічні решітки та жалюзі були видалені на користь хромованих смуг на моделях Deluxe. «Алігаторний» капот відкрився глибоко від верхньої частини задньої решітки, усуваючи бічні панелі, знайдені на попередніх моделях.
Механічно компанія Ford вперше встановила на свої автомобілі гідравлічні гальма.  
Моделі фаетон, клуб-купе та кабріолет-клуб-купе були припинені. Двигун також було переглянуто для 1939 року з карбюраторами з низхідним потоком, що розширило діапазон крутного моменту, але залишило потужність незмінною на рівні 85 к.с. (63 кВт). Гідравлічні гальма були великим прогресом у лінійці Ford.
Висококласна лінійка Ford Mercury також дебютувала в 1939 році, заповнивши прогалину між Deluxe Ford і лінійкою Lincoln-Zephyr .

## 1940
Високий плаский капот домінував у передній частині моделі 1940 року, оскільки решітка радіатора розширювалася до крил, щоб відрізнити лінію Deluxe, а фари були ще ширше. Стандартний Ford успадкував решітку радіатора моделі 1939 року з затемненням з обох боків від важкого хромованого центру; щільні рамки фар служать ще однією головною відмінністю від 1939 року. 1940 рік був останнім роком розробки 1937 року та його меншого двигуна V8, а наступного року знову буде представлений рядний шестициліндровий двигун . Герметичні фари були одним із небагатьох головних досягнень 1940 року, тоді як гідравлічний верх був новим на кабріолеті.

## Спадщина
Покоління Фордів 1937-1940 років є одним з найпопулярніших автомобілів для хот-роддингу . Ранні автогонщики також використовували Форди цього покоління серед інших автомобілів. Цей Ford також став основою для стилю гоночного автомобіля на грунтовій трасі .